# Nina Ehrnrooth
Nina Ehrnrooth (ur. 9 kwietnia 1962 w Helsinkach) – fińska narciarka alpejska, uczestniczka Zimowych Igrzysk Olimpijskich 1988 w Calgary.

## Osiągnięcia

### Igrzyska olimpijskie
| Miejsce | Dzień     | Rok  | Miejscowość | Konkurencja | Czas biegu | Strata | Zwyciężczyni    |
| ------- | --------- | ---- | ----------- | ----------- | ---------- | ------ | --------------- |
| DNF     | 24 lutego | 1988 | Calgary     | Gigant      | -          | -      | Vreni Schneider |
| DNF     | 26 lutego | 1988 | Calgary     | Slalom      | -          | -      | Vreni Schneider |